# Mynomes
Mynomes és un subgènere de rosegadors del gènere Microtus. Les espècies d'aquest grup viuen al nord-oest de Nord-amèrica. A diferència d'altres espècies de Microtus, els mascles de Mynomes generalment no s'ocupen de cuidar les cries, tot i que els mascles de M. montanus i M. pennsylvanicus poden passar temps al niu on es troben les cries si les condicions ambientals són particularment difícils.